# 달산초등학교 (경북)
달산초등학교는 대한민국 경상북도 영덕군 달산면 팔각산로 1837 (대지리)에 있었던 초등학교이다. 폐교 후 현 위치에는 영덕문화예술체험장이 들어서 있다.

## 연혁
- 1934년 11월 19일 달산공립보통학교(4년제) 개교
- 1938년 4월 1일 달산공립심상소학교(6년제)로 개칭
- 1941년 4월 1일 달산공립국민학교로 개칭
- 1943년 5월 7일 용전간이보통학교 개교, 학구 분리[1]
- 1959년 7월 13일 옥산국민학교 개교, 학구 분리[2]
- 일자미상 용전국민학교 분교장 격하 편입
- 1994년 3월 1일 용전분교 폐교 및 본교 통폐합
- 1996년 3월 1일 달산초등학교로 개칭
- 1999년 9월 1일 폐교 및 영덕초등학교 통폐합

## 동문
1. ↑  당시 기준 인곡동, 용전동, 덕산동, 봉산동 지역
2. ↑  당시 기준 옥산동, 주응동 일대로 추정됨. 경우에 따라 매일동 및 흥기동도 일부 지역이 포함된 것으로 보임.